# دونیانی
دونیانی (به لاتین: Douniani) یک منطقهٔ مسکونی در اتحاد قمر است که در گرند کومور واقع شده‌است. دونیانی ۱٬۳۳۸ نفر جمعیت دارد.